# Larmtorget

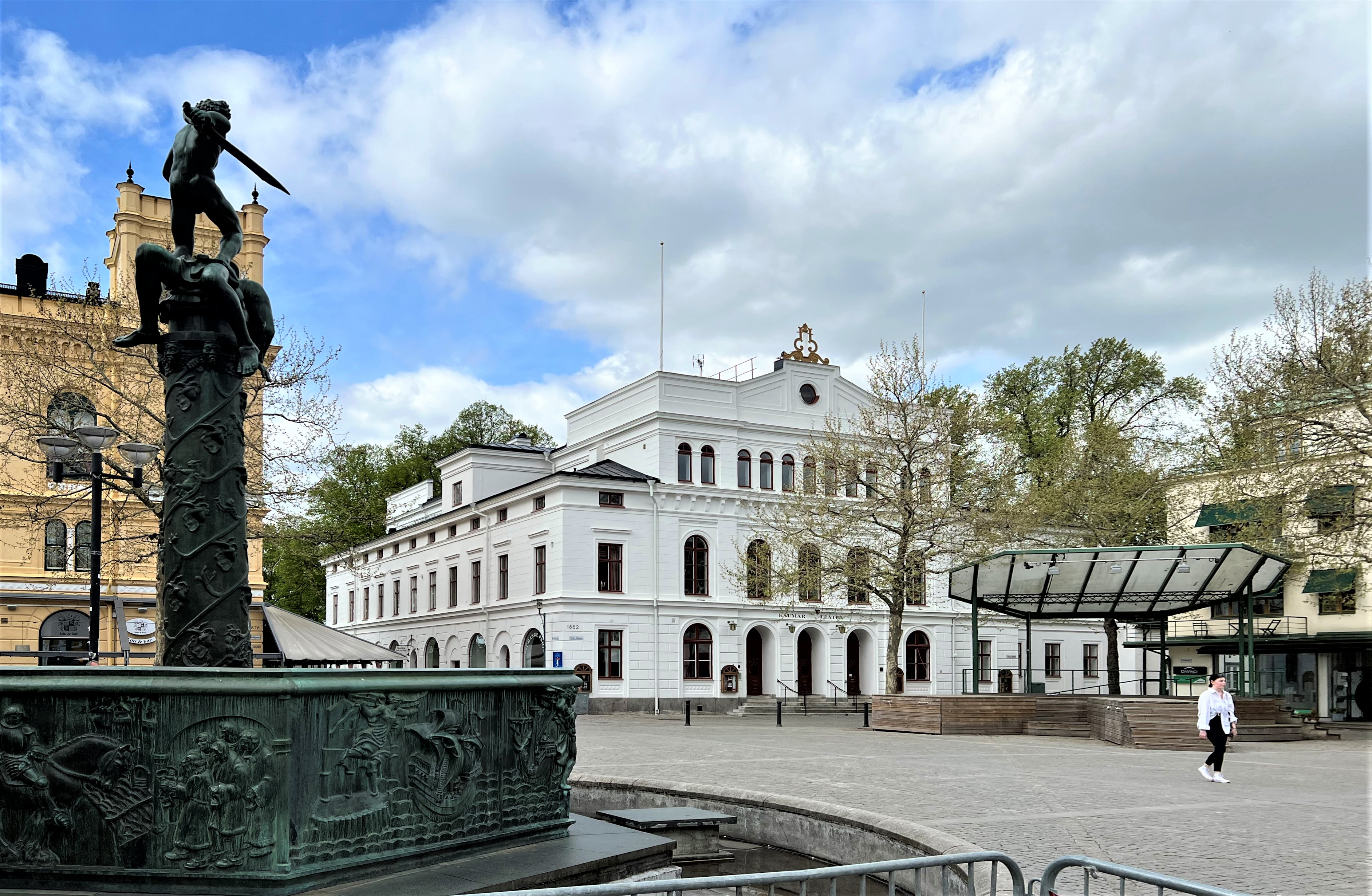
Larmtorget med Vasabrunnen och Kalmar teater. Bakom fontänen skymtar Frimurarehuset och bakom utomhusscenen och träden på höger sida Kalmarhemshuset.

Larmtorget, tidigare Alarmtorget, är ett av tre torg på Kvarnholmen i Kalmar.
Vid Larmtorget fanns stadsvakten inkvarterad till början av 1800-talet. Vid torget ligger bland annat Kalmar stadsteater och det 1878 invigda Frimurarehotellet.
År 1926 avtäcktes Vasabrunnen på östra sidan av Larmtorget, vid den femte Svenska Kulturmässan, som hölls den 12-16 juni. Vasamonumentet, även kallad Vasabrunnen eller Fontänen David och Goliath i Kalmar, är skulpterad av Nils Sjögren. Vasabrunnen skildrar Gustav Vasas intåg i Kalmar.

## Bildgalleri

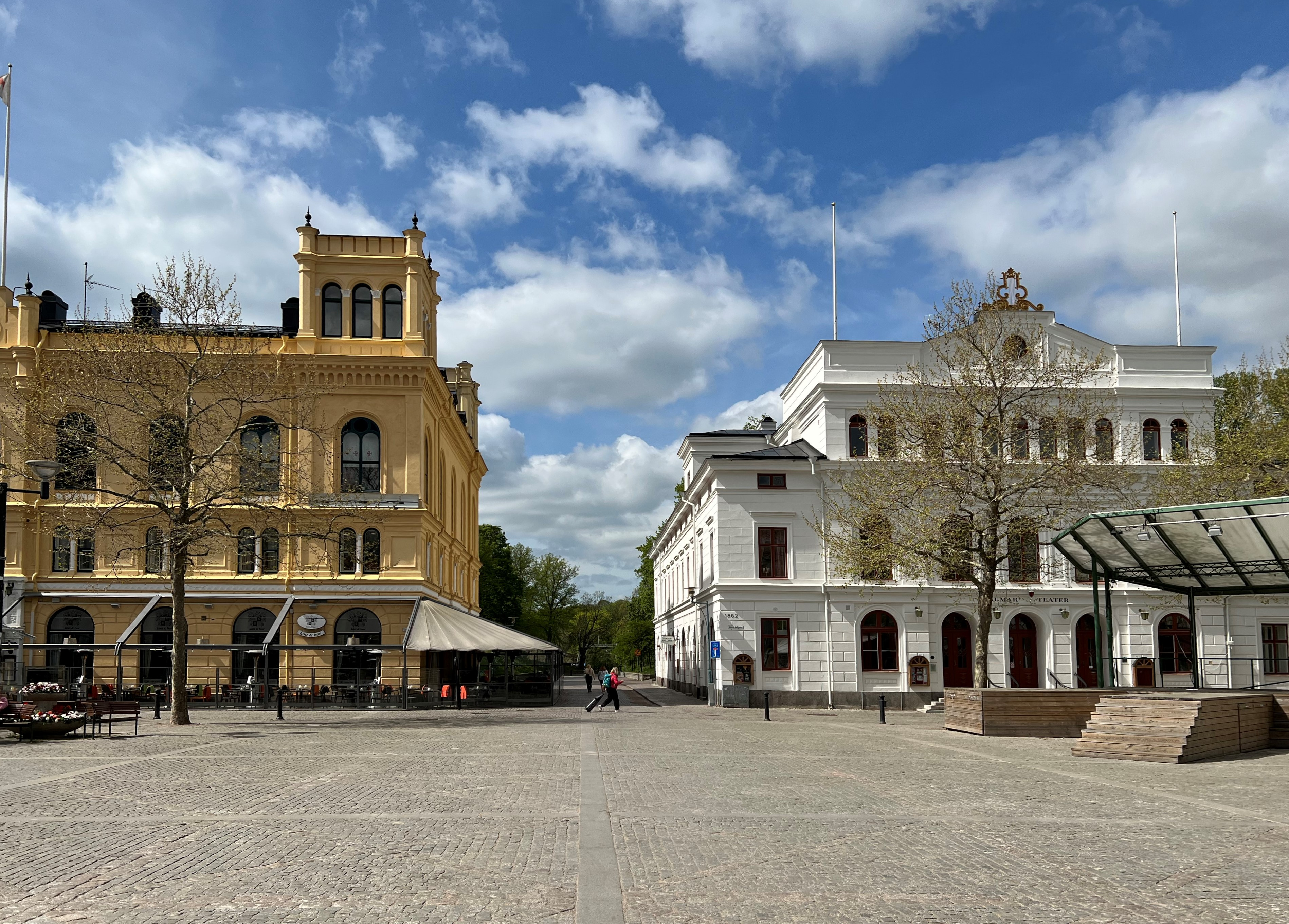
Vy mot Olof Palmes gata, mellan Frimurarehuset och Kalmar teater vid Västra Vallgatan på den västra sidan av Larmtorget.
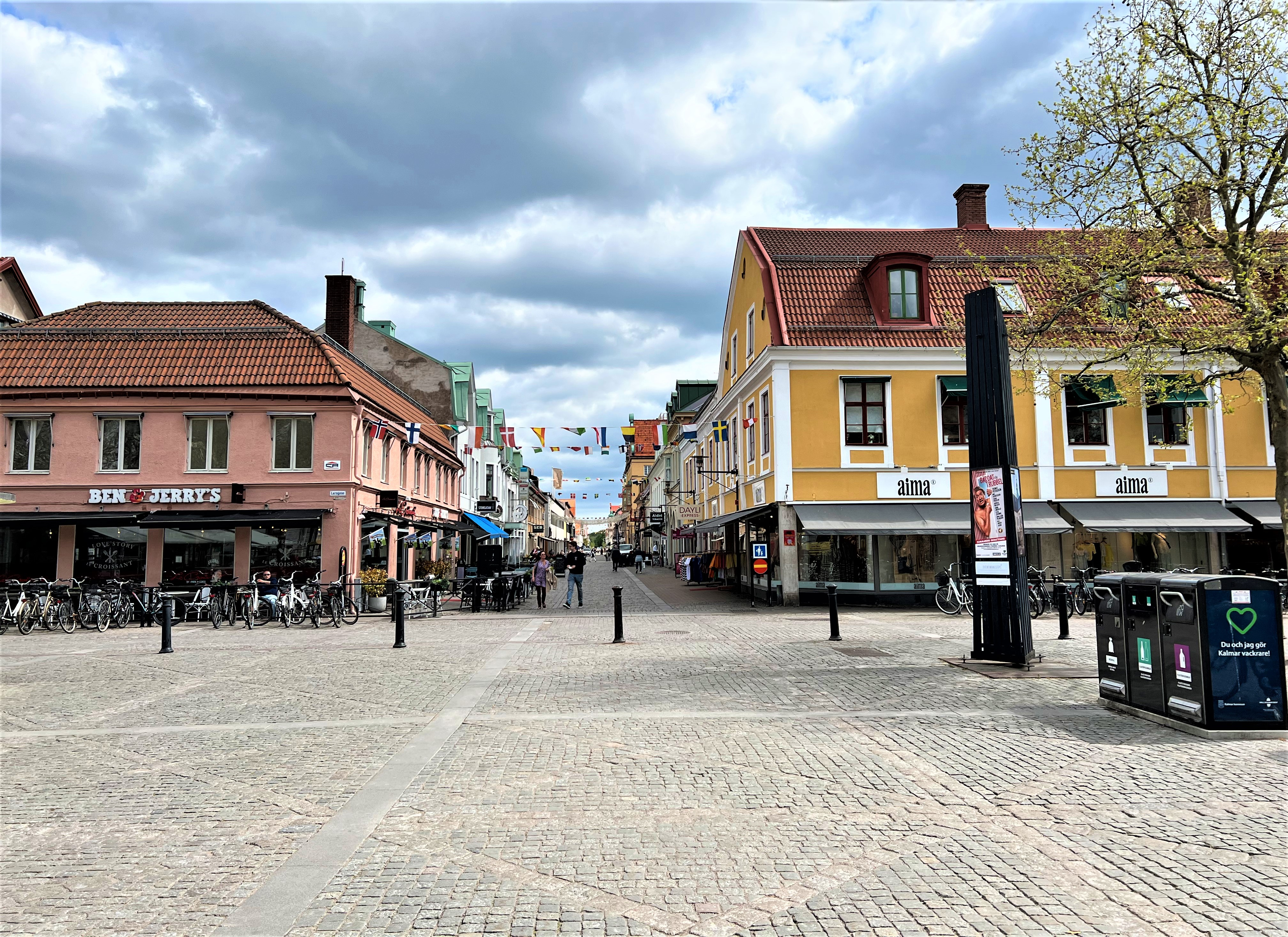
Vy mot Storgatan mellan bostads- och affärshus vid Larmgatan på den östra sidan av Larmtorget.
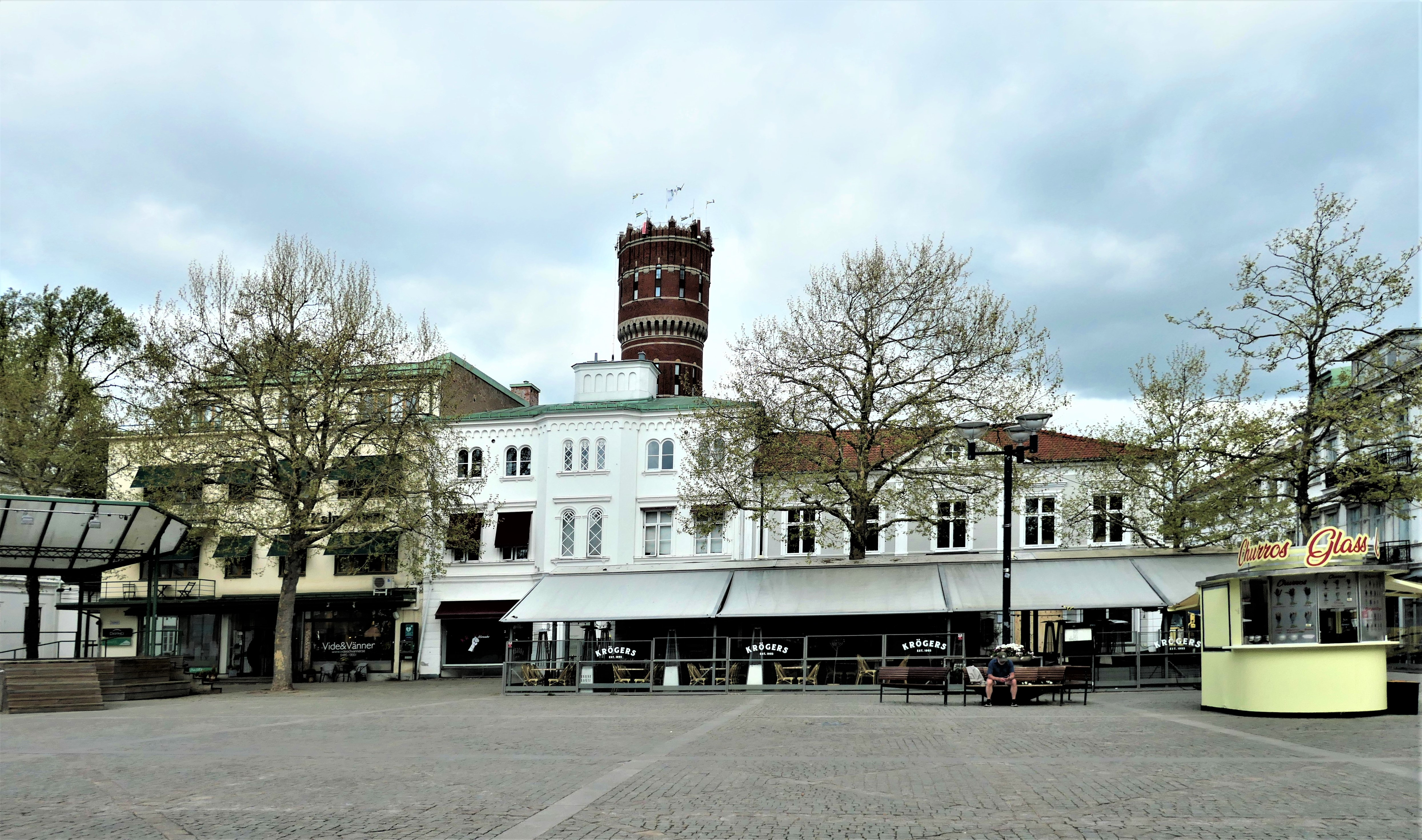
Kvarteret Blockmakaren på norra sidan av Larmtorget, med Kalmarhemshuset längst till vänster, skymd av en utomhusscen och träd. I fonden Gamla vattentornet i Kalmar.
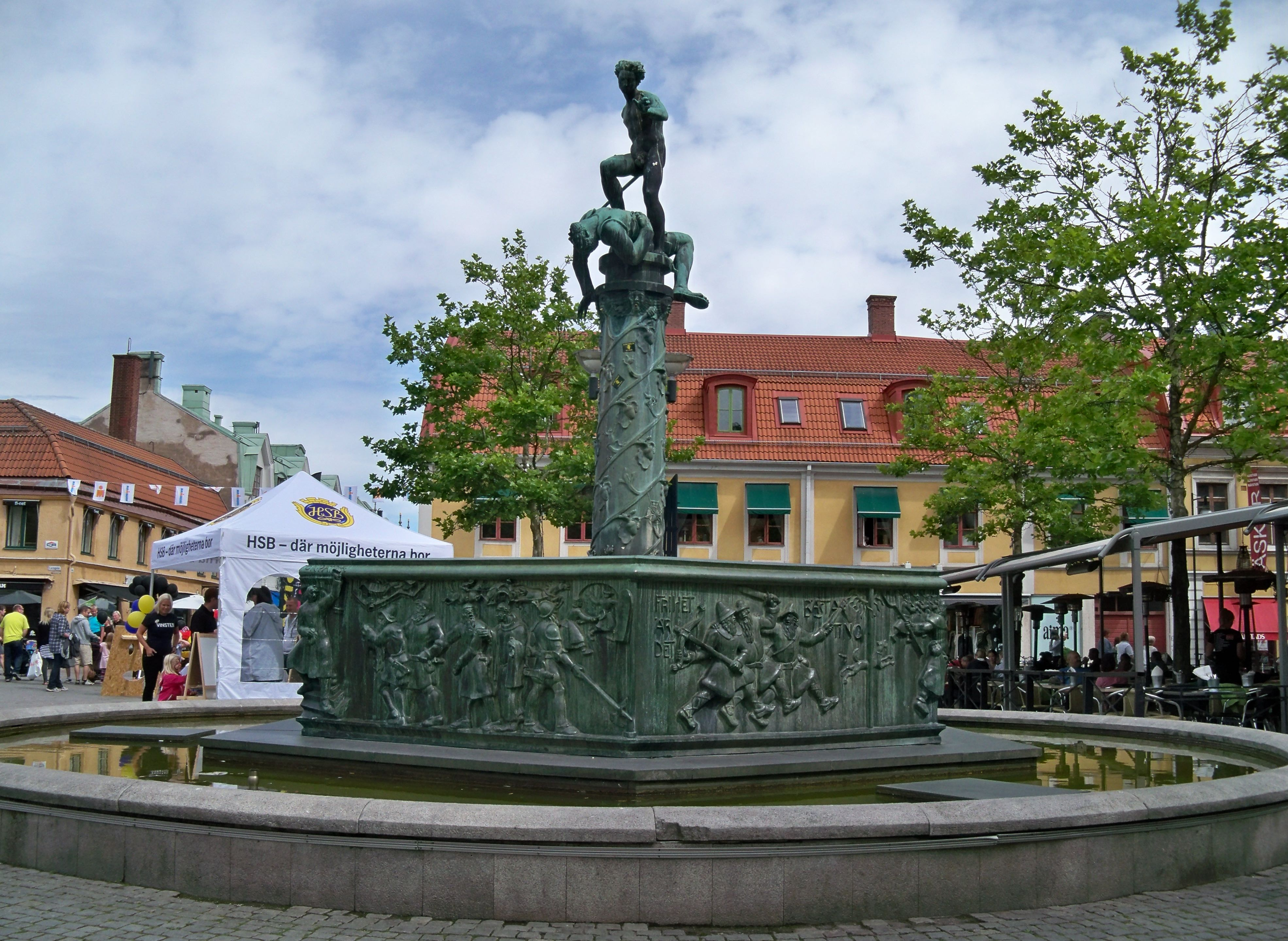
Vasabrunnen på Larmtorget med en bronsstaty av Nils Sjögren, invigd 1926 i samband med Svenska Kulturmässan.

## Byggnader vid Larmtorget i urval
- Kalmar teater, 1863
- Frimurarehotellet, 1878
- Ludvigshuset, 1905
- Kalmarhemshuset, 1935

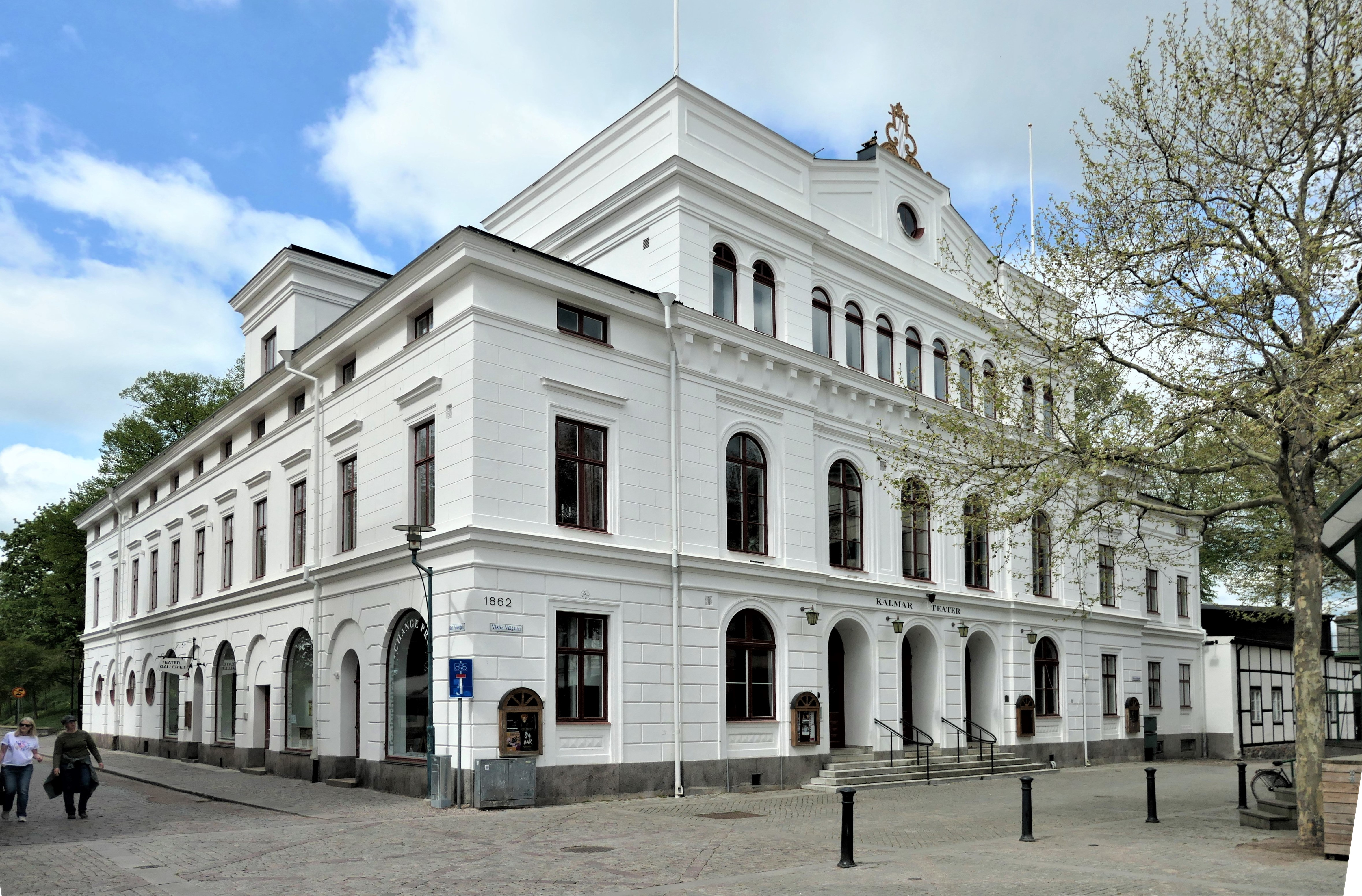
Kalmar teater
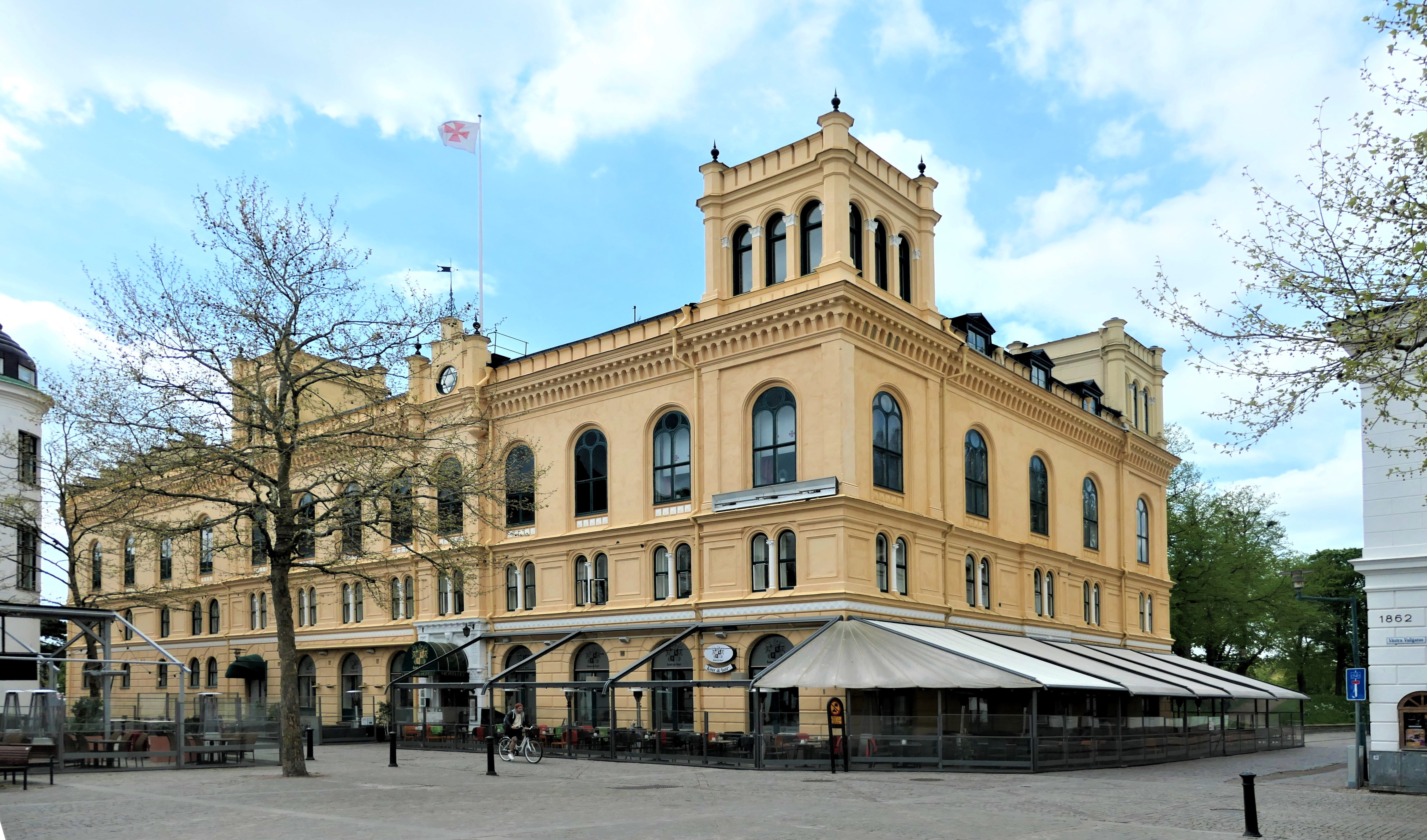
Frimurarehotellet
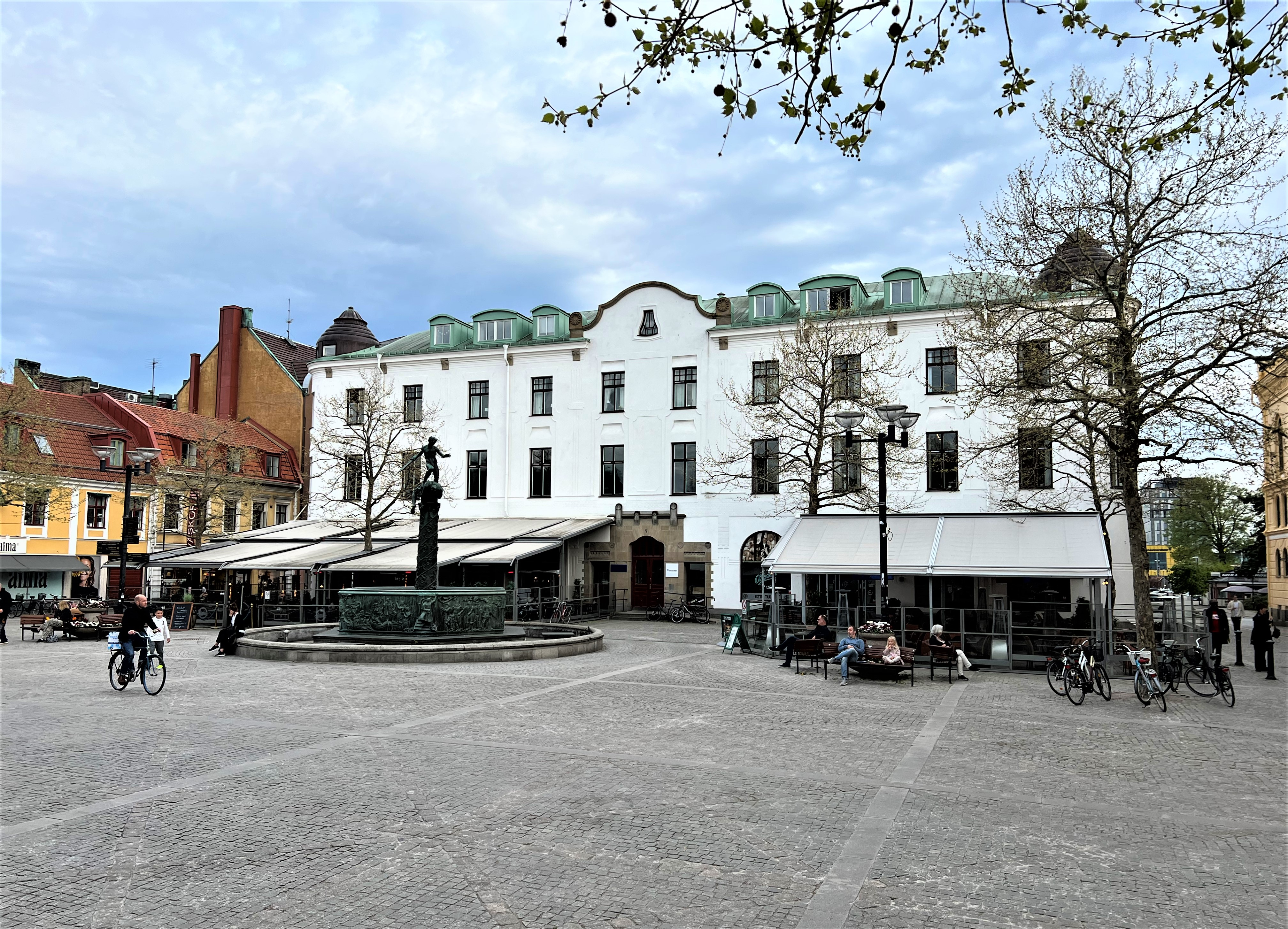
Ludvigshuset